# Бийого Поко, Андре
Андре́ Ива́н Бийого́ Поко́ (фр. André Ivan Biyogo Poko; 7 марта 1993, Битам, Габон) — габонский футболист, полузащитник клуба «Хапоэль» (Беэр-Шева) и сборной Габона.

## Карьера

### Клубная
Андре Бийого Поко — воспитанник футбольного клуба «Битам» из своего родного города. Летом 2011 года перешёл во французский клуб «Бордо». В сезоне 2010/11 сыграл 9 матчей за дубль команды в любительском чемпионате Франции, за основную команду не выступал.
Дебютировал в первой команде 6 декабря 2012 года в матче Лиги Европы против «Ньюкасл Юнайтед».
В матче с «Сент-Этьеном», состоявшемся 13 декабря того же года, полузащитник дебютировал в Лиге 1.
8 августа 2016 года подписал контракт с турецким клубом «Карабюкспор».

### В сборной
С 2010 года Бийого Поко играет за сборную Габона. Участвовал в кубке африканских наций 2012 (4 матча), был в заявке олимпийской сборной в Лондоне. В отборочном цикле к кубку африканских наций 2013 полузащитник сыграл в одном матче (против сборной Того 8 сентября 2012 года).

## Достижения
«Бордо»
- Обладатель кубка Франции (1): 2012/13